# Amtsgericht Meschede

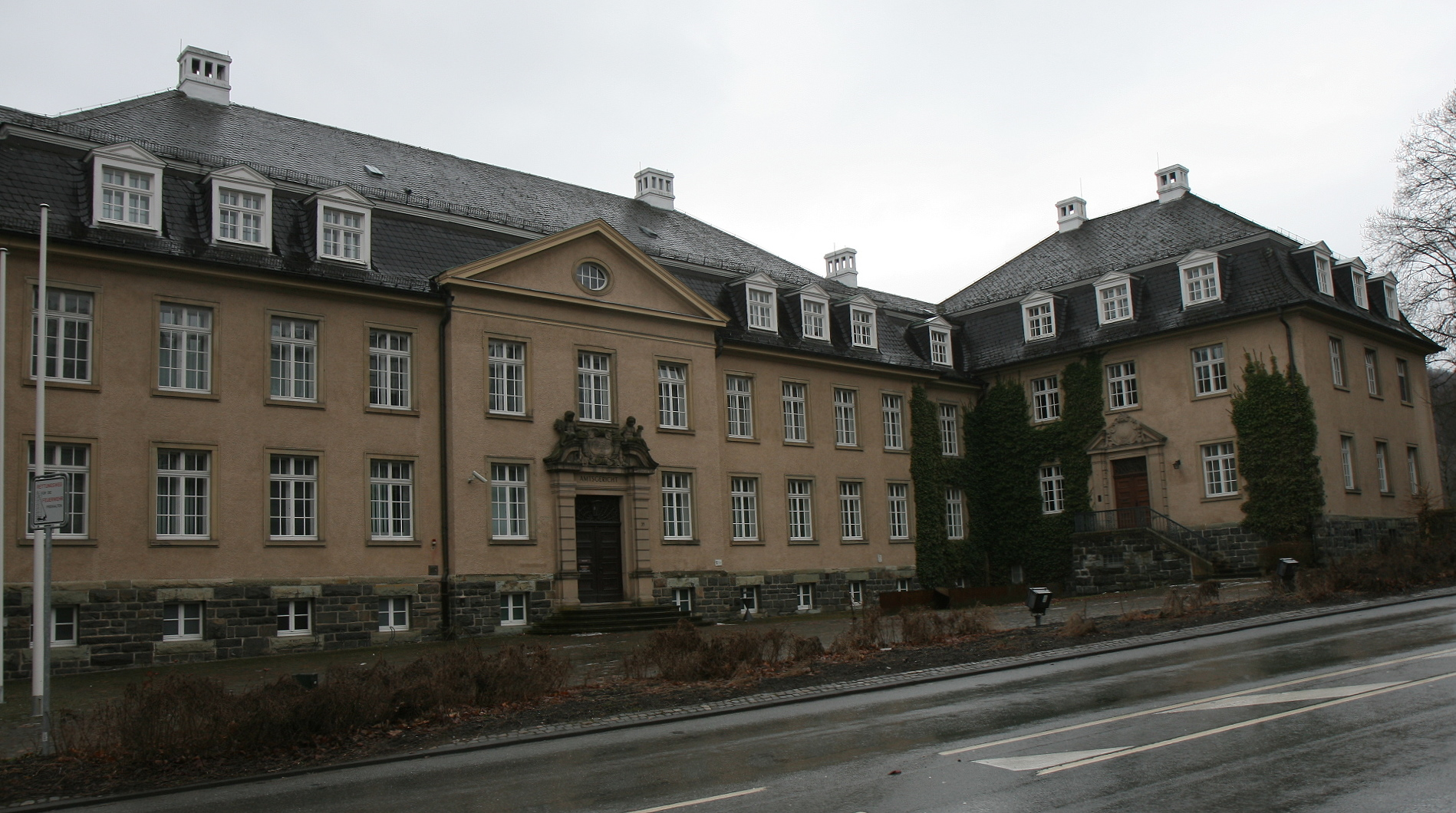
Gerichtsgebäude (2009)

Das Amtsgericht Meschede ist ein Gericht der ordentlichen Gerichtsbarkeit und eines von zehn Amtsgerichten (AG) im Bezirk des Landgerichts Arnsberg.

## Gerichtssitz und -bezirk
Das Gericht hat seinen Sitz in Meschede, Nordrhein-Westfalen. Der rund 400 km² große Gerichtsbezirk umfasst das Gebiet der Gemeinden Bestwig und Eslohe (Sauerland) sowie das der Stadt Meschede. In ihm leben mehr als 50.000 Menschen. Das Handels-, das Vereins- und das Genossenschaftsregister für den Bezirk des AG Meschede werden vom Amtsgericht Arnsberg geführt, das auch für die Insolvenzverfahren und Landwirtschaftssachen zuständig ist. Das AG Meschede ist auch für die Zwangsversteigerungs-, Zwangsverwaltungs-, Familien- und Schöffensachen des Amtsgerichts Schmallenberg zuständig.

## Geschichte
Von 1849 bis 1879 bestand in Meschede die Gerichtskommission Meschede des Kreisgerichts Arnsberg im Sprengel des Appellationsgerichts Arnsberg. Im Rahmen der Reichsjustizgesetze wurden 1879 reichsweit einheitlich Oberlandes-, Land- und Amtsgerichte gebildet. Das königlich preußische Amtsgericht Meschede wurde mit Wirkung zum 1. Oktober 1879 als eines von 15 Amtsgerichten im Bezirk des Landgerichtes Arnsberg im Bezirk des Oberlandesgericht Hamm gebildet. Der Sitz des Gerichts war die Stadt Meschede. Sein Gerichtsbezirk umfasste den Landkreis Meschede außer den Teilen, die den Amtsgerichten Bigge, Fredeburg und Grevenbrück zugeordnet waren. Am Gericht bestanden 1880 zwei Richterstellen. Das Amtsgericht war damit ein mittelgroßes Amtsgericht im Landgerichtsbezirk. Gerichtstage wurden in Eslohe und Ramsbeck gehalten.

## Gebäude
Das Gericht ist in der Steinstraße 35  untergebracht. Das Gebäude wurde 1913 bis 1923 als Verwaltungsgebäude errichtet und steht unter Denkmalschutz.

## Übergeordnete Gerichte
Dem Amtsgericht Meschede ist das Landgericht Arnsberg übergeordnet. Zuständiges Oberlandesgericht ist das Oberlandesgericht Hamm.